# Guerra di Urbino
La guerra di Urbino del 1517 fu un episodio secondario delle guerre d'Italia.

## Storia
Il conflitto scoppiò dopo la fine della guerra della Lega di Cambrai (1508-1516), quando Francesco Maria I della Rovere decise di approfittare della situazione per recuperare il ducato di Urbino, da cui era stato spodestato nel corso dell'anno precedente.
Agli inizi del 1517 si presentò sotto le mura di Verona per assumere i soldati che avevano assediato la città, ormai restituita alla Repubblica di Venezia. Della Rovere partì con un esercito di circa 5 000 fanti e 1 000 cavalieri, che affidò a  Federico Gonzaga, signore di Bozzolo, raggiungendo le mura di Urbino il 23 gennaio 1517.
Sconfisse il comandante pontificio, Francesco del Monte, ed entrò in città salutato dalla popolazione.
Papa Leone X reagì subito organizzando un esercito di 10 000 uomini, posto sotto il comando di Lorenzo II de' Medici, Renzo degli Anguillara, Giulio Vitelli e Guido II Rangoni, che inviò contro Urbino. Lorenzo fu ferito da un proiettile sparato da un archibugio il 4 aprile durante l'assedio del castello di Mondolfo e tornò in Toscana e fu sostituito dal cardinale Bibbiena. Quest'ultimo però non fu in grado di controllare le truppe e, sconfitto con perdite rilevanti a Monte Imperiale, fu costretto a ritirarsi a Pesaro.
La guerra però era di fatto terminata per mancanza di fondi da parte di Francesco Maria della Rovere, che ben presto non fu in grado di pagare le truppe assunte a Verona. Dopo alcune devastazioni infruttuose in Toscana e Umbria, iniziò a cercare una soluzione diplomatica con il papa. Nel mese di settembre venne firmato un trattato con il quale della Rovere fu sollevato di tutte le censure ecclesiastiche e lasciato libero di ritirarsi a Mantova con tutta la sua artiglieria, così come con la ricca biblioteca raccolta in Urbino da parte dell'ex duca Federico III da Montefeltro.
La guerre vide la prima apparizione di Giovanni dalle Bande Nere sul campo di battaglia.